# カーリン・ミューア
カーリン・ミューア（Carline Muir、1987年10月1日 - ）はカナダの女子陸上競技選手。専門は短距離走。ジャマイカのセント・キャサリン教区スパニッシュ・タウン出身。